# Cimícids
Els cimícids (Cimicidae) són una família d'insectes hemípters de l'infraordre Cimicomorpha. Aquesta família inclou certs tipus de xinxes nocturnes i hematòfagues, és a dir que s'alimenten de la sang de llurs hostes de sang calenta, inclosos els humans (Cimex lectularius, Cimex hemipterus i Leptocimex boueti). Tot i el seu comportament hematòfag i malgrat que s'han dut a terme diversos experiments al respecte no hi ha evidència que les xinxes siguin capaces de transmetre agents infecciosos.
La xinxa dels llits (Cimex lectularius) és la xinxa més ben adaptada a ambients humans. Es troba en climes temperats per tot el món i es coneix des de temps antics.
Altres espècies són Cimex hemipterus, trobada en regions tropicals, que també s'alimenta d'aviram i els ratpenats, i Leptocimex boueti, que es troba als tròpics d'Àfrica occidental i Amèrica del Sud, que infesta ratpenats i humans. Cimex pilosellus i Cimex pipistrella principalment infesten ratpenats, mentre que Haematosiphon inodora, una espècie d'Amèrica del Nord, principalment infesta l'aviram.
Oeciacus és un gènere relacionat que principalment afecta ocells.
Les xinxes adultes són d'un color marró vermellós, allisat, ovalat i són àpteres, amb pèls microscòpics que els donen un aspecte embolcada. És comuna la idea errònia que no són visibles a l'ull nu. Els adults creixen fins als 4 - 5 mm de longitud. Les nimfes acabades de néixer són translúcides, de color més clar i es tornen més fosques en cada muda.
Un recent article del Professor Brian J. Ford i el Dr. Debbie Stokes dona vistes d'una xinxa sota diversos microscopis.
Els ous de les xinxes són d'una mida petita però visibles a ull nu. Tenen una forma tubular o ovalada amb un opercle terminal que és el que s'obrirà un cop desenvolupat l'embrió per unes sutures.

## Ecologia
Tot i que no hi ha molta informació per al conjunt de cimícids, hi ha força estudis al voltant dels hàbits i comportaments de les espècies que afecten els humans, especialment C. lectularius. Sembla que la seva ectotèrmia determina la seva activitat entre els temps que discorren entre posta i posta i la duració dels diversos estadis nimfal (cinc en C. lectularius i C. hemipterus) rondant l'òptim mínim entorn els 30 °C. Per altres espècies d'altres gèneres hi ha estimacions del periode de desenvolupament que varien entre poc més d'un mes i poc més de quatre. Així mateix poden tolerar llargs períodes de forma inactiva inclús suportant breus períodes amb temperatures de –15 °C. La temperatura letal s'estima en 44-45 °C. En absència d'hostes dels quals alimentar-se la seva supervivència està determinada inversament per la temperatura, abastant pràcticament un any o més a 10 °C i a l'entorn d'un mes a 37 °C.
La seva alimentació, estrictament hematòfaga, determina el ritme de les postes que en C. lectularius conformant un cicle teòric d'uns 12 dies. Després de l'alimentació de la xinxa aquesta es refugia relativament lluny de l'hoste durant uns sis dies seguits del qual es perllonga un període de postes de sis dies durant el que pondrà de sis a deu ous. La duració d'aquest cicle varia en funció de la temperatura. Les nimfes poden alimentar-se al cap d'un dia des de la muda. La sang ingerida és digerida concentrant-se a l'interior del sistema digestiu i expulsant humitat mitjançant la femta que dipositen sobre les superfícies de descans en unes característiques taques de color negre a groc.
La cerca de refugis, aliment i parella són aspectes claus del comportament de les xinxes. Pel que fa a la cerca de refugis les xinxes mostren un fort tigmotropisme positiu cercant activament esquerdes i fissures amb una superfície rugosa, seca i relativament fosca. Aquests refugis poden arribar a albergar diversos individus incloent adults, nimfes, ous, restes d'exúvies i ous. Sembla que l'abandó d'aquests refugis és degut a la necessitat d'alimentació mostrant una activitat de caràcter circadià amb un màxim d'activitat a finals de la matinada. La forma en que les xinxes troben les seves preses no està del tot ben establerta, però molts indicis apunten en que la calor i el diòxid de carboni emeses per les seves preses són un dels atraients principals. Durant aquests recorreguts si són molestades les xinxes poden quedar-se immòbils o voltejar-se de manera reflexa, possiblement un mecanisme de defensa enfront dels depredadors que depenen de la detecció del moviment. Tampoc s'ha acabat de resoldre quins són els mecanismes que les fan retornar als refugis o si hi ha alguna mena de relació amb algun dels aldehids presents a les exúvies (2-n-octanal i 2-n-hexanal).
En Cimex lectularis la dispersió de les xinxes s'ha mostrat molt efectiva a través dels equipatges i en mitjans de transport, en altres espècies no associades a humans s'han pogut trobar xinxes aferrades sobre el pelatge de ratpenats (Aphrania baris i del complex d'espècies Cimex pilosellus) tot i que resulta poc versemblant pensar que poden suportar viatges prolongats sobre aquests animals.
L'aparellament en les xinxes mostra un comportament inusual rebent el nom d'inseminació traumàtica. Els mascles reconeixen visualment la forma d'una altra xinxa cercant copular indistintament amb qualsevol objecte que tingui una forma semblant incloent altres mascles, exúvies o inclús objectes amb la mida i forma d'una altra xinxa. El mascle munta sobre la xinxa d'una manera obliqua quedant el cap al costat esquerre del pronot de la femella. La punta de l'abdomen del mascle queda orientada sobre els segments ventrals de l'abdomen de la femella en una regió anatòmica denominada sinus paragenital. A vegades la femella realitza moviments cap a dalt de l'abdomen. La punta del paràmer del mascle s'insereix al spermalege. Aquesta còpula pot durar entre un quart d'hora i mitja hora.
S'ha descrit que diverses espècies d'artròpodes depreden les xinxes entre elles Reduvius personatus, Ploiaria domestica, Monomorium pharaonis, Iridomyrmex humilis, Solenopsis geminata, Myrmica rubra, Chelifer cancroides, Scutigera forceps, Eremobates pallipes, Pyemotes ventricosus, Steaboda bipunctata, Thanatos flavidus, Joppeicus paradoxus, o el fong Aspergillus.

## Taxonomia i biogeografia
La família dels cimícids té una distribució cosmopolita. Dotze gèneres es troben exclusivament al Nou Món i vuit al Vell Món essent només Cimex i Oeacius comuns a ambdós. La família s'ha organitzat en sis subfamílies i 22 gèneres. D'aquests dotze s'associen exclusivament amb ratpenats mentre que nou s'associen només a ocells. A continuació es mostra una llista de les subfamílies i els respectius gèneres amb explicacions relatives als hostes i la localització biogeogràfica de cada clade si és possible:
- Subfamília Haemotosiphoninae (només a Amèrica, en aus)
  - Ornithocoris
  - Caminicimex furnarii (gènere monotípic)
  - Psitticimex uritui (gènere monotípic)
  - Haemotosiphon
  - Cimexospis nyctalus (gènere monotípic)
  - Synxenoderus comosus (gènere monotípic)
  - Hesperocimex
- Subfamília Cacodminae (Àfrica, Índia, Java i Malaia en ratpenats, llevat de l'espècie hemeròfila Leptocimex boueti)
  - Cacodmus
  - Aphrania
  - Loxaspis
  - Stricticimex
  - Leptocimex
  - Crassicimex
- Subfamília Primicimicinae (Amèrica, en ratpenats)
  - Primicimex cavernis (gènere monotípic localitzat al desert de Sonora i Guatemala associat a Tadarida brasiliensis)
  - Bucimex chilensis (gènere monotípic trobat a sud de Xile alimentant-se de Myotis chiloensis)
- Subfamília Afrocimicinae (grup monotípic associat a ratpenats frugívors Pteropidae de l'Àfrica equatorial)
  - Afrocimex
- Subfamília Latrocimicinae
  - Latrocimex spectans (clade monotípic alimentant-se en Noctilio leporinus ratpenats piscívors d'Amèrica del Sud)
- Subfamília Cimicinae
  - Propicimex (Amèrica del Sud, en ratpenats)
  - Bertilia valdiviana (Con Sud)
  - Paracimex (en aus de la tribu Cocallinii, regions indomalaies i australàsies)
  - Oeacius (en hirundínids majoritàriament a la regió Holàrtica)
  - Cimex, amb més d'un centenar d'espècies:[13]
    - Grup Cimex pipistrelli al Paleàrtic
    - Grup Cimex pilosellus en ratpenats arreu del Neàrtic